# Klaus-Dieter Alicke
Klaus-Dieter Alicke (* 1943 in Weißenfels) ist ein deutscher Historiker und Pädagoge im Ruhestand.

## Leben
Von 1965 bis 1969 absolvierte Alicke ein Studium der Geschichte und Geographie an der Universität Göttingen. Bis 2006 arbeitete er als Lehrer und Konrektor an der Hermann-Ehlers-Realschule Bergen in Niedersachsen. Außerdem gehörte er ab Ende der 1980er Jahre zum Besucherdienst der Gedenkstätte Bergen-Belsen.
Alicke hat im Jahr 2008 das dreibändige Lexikon der jüdischen Gemeinden im deutschen Sprachraum veröffentlicht. Nach eigenen Angaben hat er für das Werk mit 2364 Seiten „mehr als zehn Jahre lang Recherchen betrieben“. Dieses Lexikon enthält neben Darstellungen der jüdischen Gemeinden in Deutschland, Österreich und der Schweiz auch solche auf dem heutigen französischen, polnischen und tschechischen Staatsgebiet.
Inzwischen liegt eine Online-Fassung der Printausgabe des Lexikons vor. Bis zum Jahr 2018 hat Alicke dafür Korrekturen und Ergänzungen vorgenommen. Dazu gehören die Berücksichtigung zwischenzeitlich erschienener Veröffentlichungen und die Bearbeitung jüdischer Gemeinden im nördlichen Teil des ehemaligen Ostpreußen (heutige Oblast Kaliningrad in Russland), im Baltikum und in der Slowakei.

## Schriften
- Lexikon der jüdischen Gemeinden im deutschen Sprachraum. 3 Bände, 2364 Seiten. Gütersloher Verlagshaus, Gütersloh 2008, ISBN 978-3-579-08035-2:[5]; Online-Ausgabe auf: jüdische-gemeinden.de/
  - 1. Aach – Groß-Bieberau. VIII S., 1584 Spalten, ISBN 978-3-579-08077-2.
  - 2. Großbock – Ochtendung. Spalten 1585–3164, ISBN 978-3-579-08078-9.
  - 3. Ochtrup – Zwittau. Spalten 3165–4680, ISBN 978-3-579-08079-6.